# 太原會戰

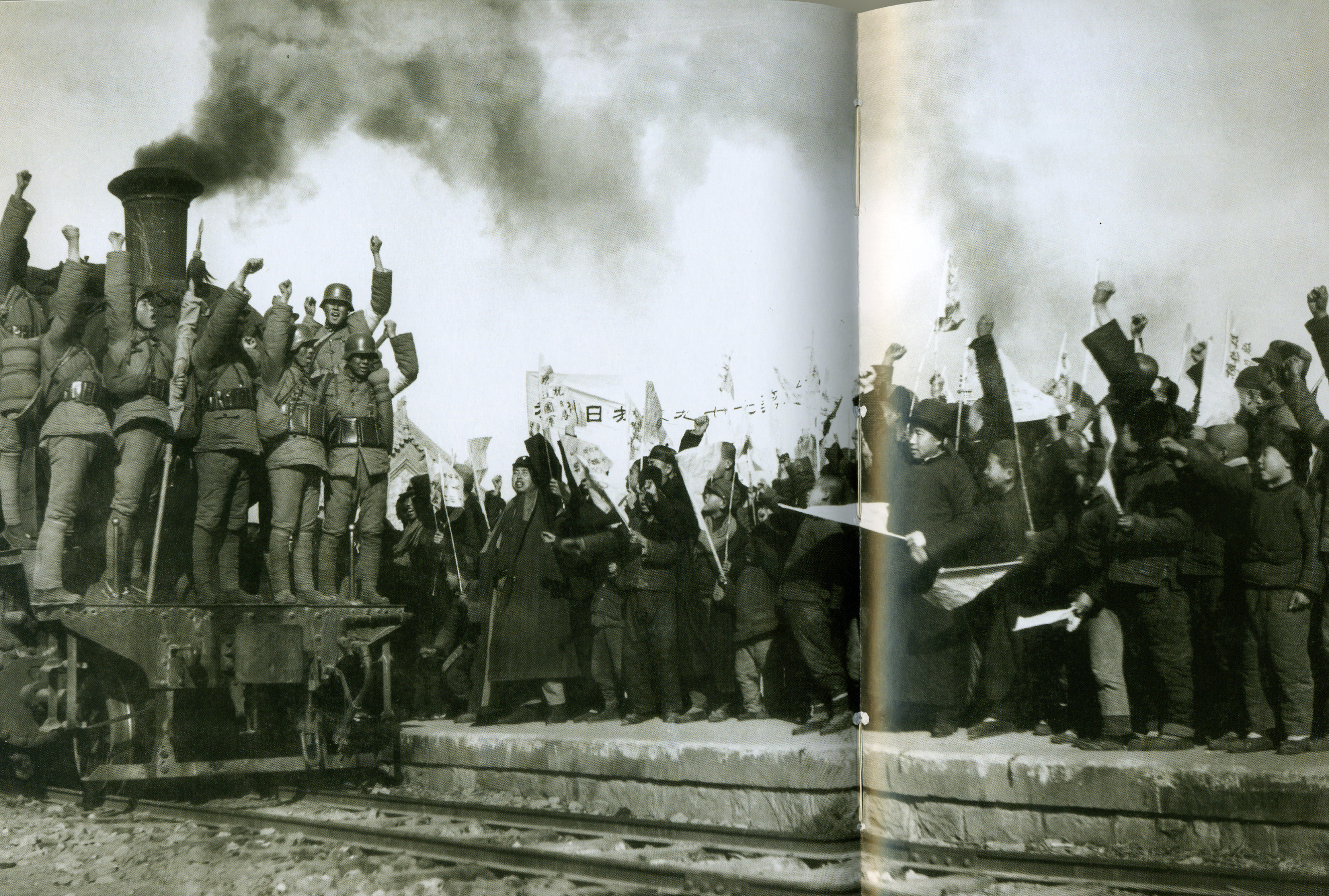
1937年10月，太原火车站，中国第一七九旅开赴前线。

太原會戰是1937年9月11日至11月8日抗日戰爭時期，中國第二戰區與日本軍隊在山西太原附近地区进行的一場大规模戰役。包括天镇战斗、平型關戰役、忻口戰役、娘子關戰役、太原保衛戰，以及廣靈、靈邱、崞縣、原平等戰鬥。
太原會戰双方指挥官分别是國民革命軍第二戰區司令长官閻錫山和日本華北派遣軍寺內壽一大將，朱德第十八集团军配合第二戰區作战。
這場戰役結束后中國政府在華北、西北的大規模戰事宣告結束，日軍成功取得山西大同一帶的煤炭資源。

## 背景
1937年七七事变后，日軍占领北平。華北日军计划在华北、山西北部和绥远决战，企图以主力沿平汉铁路进攻河北保定、沧州一线，待保定作战后，再进攻石家庄、德县一线。另以一部在主力右翼，沿平绥铁路北攻南口。1937年8月初，日军编成关东军察哈尔派遣兵团，联合中国驻屯军一部沿平绥铁路东段进攻察哈尔，以“解除对中国驻屯军后侧及满洲国境的威胁，消灭察哈尔省内的中国军队”。中國任命傅作义为国民革命军第七集团军总司令，加强防御华北，负责平绥铁路东段。:665

## 序幕

### 南口战斗
1937年8月7日，湯恩伯率领的国民革命军第13军进入南口阵地。在關東軍參謀長坂垣策劃下，日軍以相當大兵力主攻南口，中方由王仲廉的第八十九师防守。8月9日，日军開始正式攻击:94。激戰16天，8月26日，南口失守:665。中国军队伤亡1.6万余人，日军伤亡1.5万余人。

### 张家口战斗
1937年8月21日，察哈尔境內日軍南攻張家口。中国军队领导者为一四三师刘汝明。8月26日張家口陷，国民革命军向察哈尔南部之洋河右岸撤退。日军察哈尔派遣兵团随即在伪蒙骑兵协同下沿平绥铁路向西继续进攻:665。日军並攻陷怀来和延庆。
8月29日，日军两支部队在宣化会合，防御平绥铁路西段的中国军队面临夹击危险，遂分头撤退。8月31日，日军中国驻屯军与到达的国内援军编组为华北方面军、第1軍和第2軍:82，连同关东军察哈尔派遣兵团在内，日军用于华北作战部队合计约37万人。

### 大同战斗
1937年9月2日，日军为确保华北主力南下平汉线作战的侧翼安全并獲取煤炭等戰略物資，以华北方面军第5师团联合关东军察哈尔派遣兵团，分两路从北面进攻山西，在大同天镇同中国军队发生战斗。中国军队领导者为六十一军李服膺和十九军王靖国，日军方面领军者则为酒井兵团酒井镐次。战斗中，守住阵地的国军与酒井兵团互有攻防。9月11日，中国第二九九团孤军坚守天镇一週后突围南退，12日撤离大同:665。

## 部署
1937年9月13日，由于大同失守，日军第5师团攻占河北省阳原、蔚县、山西省广灵后，挺进山西浑源、灵丘，企图突破平型关、茹越口，与察哈尔派遣兵团进行协同，欲歼灭中国第二战区主力:95。9月中旬，中国第二战区司令长官阎锡山採取收縮防禦的態勢，將軍力集結于雁门关、平型關、娘子關，沿内長城進行防禦:83，其中国民革命军第六十一军防守茹越口，国民革命军第三十五军撤至雁门关阵地，国民革命军第十七军、第七十三师及第十五军退守平型关、团城口既设阵地，国民革命军第十八集团军第—一五师进出平型关外，遮断日军后方供应连络线。决心与东线平型关当面日军决战。

## 会战经过

### 平型关战斗

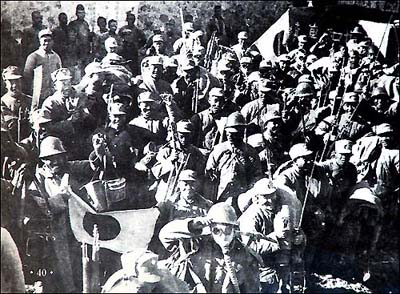
八路军115师缴获的日军军需物资

1937年9月20日，日军第5师团第21旅团攻占灵丘；22日攻占平型关西北的“东跑池”制高点。9月24日，日军攻占平地泉。
中共中央派国民革命军第十八集团军林彪115師、贺龙120师配合第2战区王靖國部配合作战:96。9月25日晨，日军第5师团第21旅团一部偕同大批辎重车辆，沿灵丘至平型关公路西进，进入了八路軍第115师在平型关以东预设的伏击区域。115师师长林彪采取“避强击弱”的战法，放过要伏击日军的先头部队，歼灭其辎重部队千余人，並繳獲大批軍用物資:323；擊毀汽車100輛、大車200輛，繳獲步槍1,000多支、輕重機槍20多挺、戰馬53匹，為中國在北戰場之首次勝利:665，也是抗战以来中国军队对日军的第一个歼灭战胜利:426。
9月26日，日軍向蔡峪口潰退，中國軍隊繼伏重兵於平型關之土溝，待其增援之兩聯隊經過，盡予以殲滅，遂成平型關大捷:96。斃傷日軍運輸队500余人:355。蔣致電嘉獎:323。9月27日，中國軍隊乘勝攻靈丘，兩敗日軍:96。
9月27日，日军混成第15旅团进攻繁峙县北、雁门关以东的茹越口长城阵地。28日，中国守军第203旅反冲击失败，日军突破茹越口，中国守军第203旅旅长梁鉴堂殉国。29日夜，西路日军攻占繁峙，遮断了平型关正面中国军队的退路，阎锡山被迫下令向南撤向五台山、代县一带，平型关战役结束:75。30日，占领繁峙的日军混成第15旅团进占代县。中国守军从内长城防线撤退后，东面的日军第21旅团进入大营镇:423-426:53。

### 忻口会战

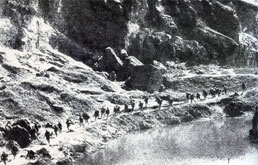
前往忻口山区布防的中国军队

1937年10月10日，卫立煌率国民革命军第14集团军从河北石家庄赴晋北增援，集结于忻口附近。卫立煌为第二战区前敌总指挥，负责指挥忻口会战:87。会战13日打响，双方交战激烈。自15日起，板垣又投入第五师团主力七八千人向永兴村、安家庄一带进攻。10月19日，日军兵力增至十个联队:12，卫立煌急电蒋介石请求援助。25日，卫立煌给蒋介石发密电称：“剧战半月，伤亡奇重：八五师仅剩一营余，第十、廿一、五四、八三各师可编三、四、五营不等，独五旅编两营，晋、绥军参战各旅各仅余二三百人。”26日，娘子关失守，阳泉、寿阳相继陷落。10月31日，卫立煌电报蒋介石称：晋北各师战斗员伤亡三分之二以上，每师所剩由一营余至一团余不等，火力不能维持，援兵无法赶往，补充兵短期不能送到。”11月2日，蒋介石令晋北各军向太原以北青龙镇阵地转进，与晋东军协同作战。
10月18日，120师358旅716团在雁门关黑石头沟设伏，经3小时激战，击毁日军汽车100余辆，击毙日军数百。21日，第716团再次于黑石头沟伏击，击毁日军10余辆汽车。从18日至21日，第716团在雁门关以南地区，共毙伤日军500余人，切断了日军由大同经雁门关至忻口的后方补给线。此外，第十八集团军还取得夜袭阳明堡战斗的胜利，也对日军造成了损失:434-452。
根據投入忻口会战的日軍步兵第42聯隊戰鬥詳報，10月11日至10月29日僅該聯隊就總計戰死520人，戰傷901人，足見戰鬥之慘烈。

### 娘子关战役
1937年10月6日，日军川岸文三郎率领关东军第20师团强攻河北井陉娘子关，策应其第五师团之攻势。孙连仲的第26路军与曾万锺率领的第3军依工事抵抗。11日，日军进攻井陉、砭驴岭，中国守军第38军第17师迎击。14日日军突进苇泽关、旧关，被中国第一战区第一军团、第三军包围，但中国军队火力不足，至22日，日军仍坚持抵抗。日军被迫于21日抽调第20师团全部及第109师团一部由冀南回援。10月26日，日军攻破娘子关，并追击溃退的中国守军:91，晋东平定、阳泉相继失守，日军进逼太原。:665

### 太原保卫战
1937年11月2日，晋东方向日军（第20师团和第109师团）占领昔阳，形成与晋北日军（察哈尔派遣兵团和第5师团）会攻太原之势，忻口中国守军当夜南撤保卫太原:470-475。第二战区前敌总指挥卫立煌命令主力撤至太原以南，以傅作义为太原城防司令，率领国民革命军第35军守太原。
11月5日东路日军占领榆次，6日北路日军兵临太原城下。7日两路日军在日空军配合下，对太原发动总攻。经过激战在8日晚突破北面城垣，傅作义率部从城南突围。11月9日，日軍佔領太原、祁县、平遥后停止进攻；中国军队退守子洪镇、韩侯镇、兑九峪；太原会战结束。:665
根據投入攻城的日軍步兵第42聯隊戰鬥詳報，僅該聯隊就於11月1日至11月10日在太原與其城郊總共戰死72人，戰傷153人。
參與本次會戰的日軍第20師團，因為接連在河北與娘子關以及太原城遭遇頑抗，傷亡減員極大，以至於1938年1月日軍鐵道運輸單位仍需要輸送2,316名補充人員至該師團以補充其大量缺額（重傷致殘者以外的傷兵應不在補充範圍內）。

## 后续
南口之戰告一段落後，日軍循平漢鐵路南下：9月，攻陷河北保定；10月，攻陷石家莊；11月，攻陷河南安陽:665。另一路由津浦鐵路南下，攻陷魯南德州:665。

## 外部連結
太原會戰簡介（页面存档备份，存于）